# Aeroportul Internațional Ras Al Khaimah
Aeroportul Internațional Ras Al Khaimah (IATA: RKT, ICAO: OMRK) este un aeroport din Ras Al-Khaimah, Emiratele Arabe Unite. 
Situat la o altitudine de 31 m, aeroportul dispune de 1 pistă.

## Infrastructură

### Piste
Aeroportul dispune de o singură pistă. Pista 16/34 are suprafața de asfalt și dimensiunile 3.760 m × 45 m. 